# Space Manbow
Space Manbow is een computerspel ontwikkeld en uitgegeven door Konami voor de MSX2 en MSX2+. Het spel verscheen in Japan op 21 december 1989.
Het spel heeft vloeiende scrolling, meer kleuren en de spelcartridge bevat een Konami SCC-chip.
Buiten Japan is Space Manbow nooit uitgebracht. Het verscheen wel als port voor mobiele telefoons in 2006 en de Virtual Console in 2009 (Wii) en 2014 (Wii U).

## Verhaal
Wanneer de mensheid in het jaar 189 van de sterrenkalender stuit op een de ruïnes van een oude en kwaadaardige beschaving, wordt een archeologische verkenningsvlucht naar de plek gestuurd voor nader onderzoek.
Per ongeluk activeert de bemanning hiermee het verdedigingssysteem van de ruïnes. Het systeem stuurt een biomechanische maanvis (manbow) op de indringers af om ze te vernietigen. De maanvis wordt beschermd door een ondoordringbaar krachtveld.
Enkele overlevende bemanningsleden van de verkenningsvlucht zien een kans om de maanvis te stoppen. Door een Manbow-J-vechter op te graven en via teleportatie in het krachtveld te sturen, hangt alles af van piloot Kliever Mu om de maanvis te vernietigen.

## Spel
In het spel bestuurt de speler een ruimtevaartschip in de vorm van een maanvis. Er zijn slechts twee wapens beschikbaar voor de speler, die tijdens het spel opgewaardeerd kunnen worden om zo krachtiger te schieten. Daarbij wordt het schip geholpen door twee "options", die afwisselend in drie richtingen kunnen schieten.
Vrijwel alle vijandelijke ruimteschepen hebben de vorm of het uiterlijk van een visachtige.
Er zijn acht levels in het spel; Ground Area, Wall Area, Cave Area, Energy Conversion Area, Energy Furnace, Dust Area, Cave Ruins Area en Space Area.

## Ontvangst
Het spel werd positief ontvangen in recensies. Men prees de verbeteringen in vergelijking met het spel Gradius, de gameplay, graphics en muziek. Door Nintendo Life werd het spel beoordeeld met een 8.